# Regionalliga Südwest (1963-74)
La Regionalliga Südwest fue una de las 5 ligas regionales de fútbol que componían la segunda división de Alemania desde la creación de la Bundesliga en 1963 hasta la creación de la 2. Bundesliga en 1974.

## Historia
La liga fue creada en 1963 como una de las 5 ligas regionales de fútbol que eran la segunda categoría del fútbol alemán por detrás de la Bundesliga y comprendía a las regiones de Saarland y Rheinland-Pfalz.
A diferencia de las otras Regionalligas, solo el campeón y a veces el subcampeón tenían el derecho de pelear por el ascenso a la Bundesliga ante el campeón y subcampeón de las otras Regionalligas, mientras que los peores tres equipos de cada temporada descendían a la Amateurliga.
El FSV Mainz 05, Wormatia Worms, FK Pirmasens, SV Röchling Völklingen, Südwest Ludwigshafen y TuS Neuendorf jugaron cada una de las 11 temporadas de existencia de la liga hasta su desaparición en 1974 con la creación de la 2. Bundesliga como la nueva segunda división de Alemania.

### Renacimiento de la Liga
La Regionalliga vuelve a nacer como liga de tercera división en 1994, pero fue hasta el año 2008 que la Regionalliga Südwest renace como liga de cuarta categoría luego de la creación de la 3. Bundesliga como la nueva tercera división de Alemania.

## Ediciones anteriores
| Temporada | Campeón              | Subcampeón             |
| 1963-64   | Borussia Neunkirchen | FK Pirmasens           |
| 1964-65   | 1. FC Saarbrücken    | VfR Wormatia Worms     |
| 1965-66   | FK Pirmasens         | 1. FC Saarbrücken      |
| 1966-67   | Borussia Neunkirchen | 1. FC Saarbrücken      |
| 1967-68   | SV Alsenborn         | TuS Neuendorf          |
| 1968-69   | SV Alsenborn         | TuS Neuendorf          |
| 1969-70   | SV Alsenborn         | FK Pirmasens           |
| 1970-71   | Borussia Neunkirchen | FK Pirmasens           |
| 1971-72   | Borussia Neunkirchen | SV Röchling Völklingen |
| 1972-73   | FSV Mainz 05         | SV Röchling Völklingen |
| 1973-74   | Borussia Neunkirchen | 1. FC Saarbrücken      |

- En Negrita los equipos que lograron el ascenso a la Bundesliga.

## Equipos por temporada
| Club                     | 64 | 65 | 66 | 67 | 68 | 69 | 70 | 71 | 72 | 73 | 74 |
| ------------------------ | -- | -- | -- | -- | -- | -- | -- | -- | -- | -- | -- |
| Borussia Neunkirchen     | 1  | B  | B  | 1  | B  | 5  | 4  | 1  | 1  | 5  | 1  |
| 1. FC Saarbrücken        | B  | 1  | 2  | 2  | 5  | 3  | 6  | 4  | 12 | 13 | 2  |
| FC 08 Homburg            |    |    |    | 11 | 10 | 9  | 14 | 8  | 9  | 7  | 3  |
| SV Röchling Völklingen   | 13 | 14 | 8  | 9  | 7  | 12 | 13 | 10 | 2  | 2  | 4  |
| FSV Mainz 05             | 4  | 11 | 3  | 4  | 4  | 13 | 12 | 7  | 4  | 1  | 5  |
| VfR Wormatia Worms       | 3  | 2  | 5  | 13 | 12 | 8  | 11 | 12 | 7  | 4  | 6  |
| Eintracht Bad Kreuznach  |    |    |    |    |    |    |    |    |    |    | 7  |
| FK Pirmasens             | 2  | 7  | 1  | 6  | 3  | 4  | 2  | 2  | 6  | 3  | 8  |
| ASV Landau               | 19 |    |    |    |    |    | 7  | 9  | 8  | 6  | 9  |
| SV Alsenborn             |    |    | 9  | 8  | 1  | 1  | 1  | 5  | 3  | 8  | 10 |
| Südwest Ludwigshafen 1   | 9  | 5  | 11 | 7  | 6  | 7  | 3  | 3  | 10 | 9  | 11 |
| TuS Neuendorf            | 11 | 6  | 4  | 14 | 2  | 2  | 8  | 6  | 5  | 11 | 12 |
| VfB Theley               |    |    |    |    |    |    |    | 16 |    | 10 | 13 |
| Sportfreunde Eisbachtal  |    |    |    |    |    |    |    |    |    | 14 | 14 |
| FV Speyer                |    |    |    |    |    | 11 | 5  | 14 | 11 | 12 | 15 |
| FC Ensdorf               |    |    |    |    |    |    |    |    |    |    | 16 |
| Eintracht Trier          | 5  | 3  | 13 | 5  | 8  | 10 | 10 | 11 | 13 | 15 |    |
| Phönix Bellheim          | 17 | 10 | 12 | 15 |    |    |    |    | 14 | 16 |    |
| VfR Frankenthal          | 15 | 12 | 7  | 12 | 13 | 15 |    | 13 | 15 |    |    |
| SpVgg Andernach          |    |    |    |    |    |    |    |    | 16 |    |    |
| SV Saar 05 Saarbrücken   | 6  | 4  | 6  | 10 | 9  | 6  | 9  | 15 |    |    |    |
| SpVgg Weisenau           | 14 | 9  | 10 | 3  | 11 | 14 | 15 |    |    |    |    |
| SC Friedrichsthal        |    |    |    |    | 14 |    | 16 |    |    |    |    |
| FC Landsweiler           |    |    |    |    |    | 16 |    |    |    |    |    |
| SC Ludwigshafen          | 10 | 8  | 14 |    | 15 |    |    |    |    |    |    |
| SSV Mülheim              |    |    |    |    | 16 |    |    |    |    |    |    |
| Germania Metternich      |    | 18 |    | 16 |    |    |    |    |    |    |    |
| BSC Oppau                | 16 | 13 | 15 |    |    |    |    |    |    |    |    |
| TSC Zweibrücken          | 18 | 15 | 16 |    |    |    |    |    |    |    |    |
| Sportfreunde Saarbrücken | 8  | 16 |    |    |    |    |    |    |    |    |    |
| VfR Kaiserslautern       | 7  | 17 |    |    |    |    |    |    |    |    |    |
| Tura Ludwigshafen 1      | 12 |    |    |    |    |    |    |    |    |    |    |
| SV Niederlahnstein       | 20 |    |    |    |    |    |    |    |    |    |    |

Fuente:

### Simbología
| Símbolo | Significado                                |
| ------- | ------------------------------------------ |
| B       | Bundesliga                                 |
| Lugar   | Liga                                       |
| Blanco  | Jugó en una liga inferior en esa temporada |